# 西二葉町
西二葉町（にしふたばちょう）は、愛知県名古屋市東区の地名。

## 歴史

### 町名の由来
当地は江戸時代には尾張藩の重臣成瀬氏・竹腰氏の屋敷地が広がる地域であり、「めつた町」・「下タ長屋」・「御徒町」などと称された記録が残されているという。二葉はその竹腰家屋敷の古松にちなむと伝わっている。

### 沿革
- 明治初年 - 武家屋敷地で町名がなかった地域であったが、愛知郡西二葉町として成立する[3]。
- 1878年（明治11年）12月20日 - 名古屋区成立に伴い、同区西二葉町となる[3]。
- 1889年（明治22年）10月1日 - 名古屋市成立に伴い、同市西二葉町となる[3]。
- 1908年（明治41年）4月1日 - 東区成立に伴い、同区西二葉町となる[3]。
- 1911年（明治44年）11月1日 - 東区土居下町の一部を編入する[3]。
- 1980年（昭和55年）
  - 2月10日 - 一部が東区白壁二丁目および三の丸四丁目にそれぞれ編入される[3]。
  - 11月23日 - 東区三の丸四丁目に残部全域が編入され消滅[3]。